# Laure Mi Hyun Croset
Laure Mi Hyun Croset, née en 1973 à Séoul, est une écrivaine suisse romande.

## Biographie
Adoptée par une famille genevoise dès son plus jeune âge, Laure Mi Hyun effectue ses études à l'université de Genève dans les domaines de la littérature française et l'histoire de l’art. Après une période passée à voyager, elle s'installe à Genève pour se consacrer à l’écriture,,. Son recueil de vingt-deux nouvelles, Les Velléitaires (Éditions Luce Wilquin 2010), relate avec ironie des tranches de vie de personnages qui abandonnent par paresse, angoisse, lâcheté ou perfectionnisme, rêves ou projets au lieu de les réaliser. Dans Polaroïds, son autofiction sous la forme de brefs fragments (Éditions Luce Wilquin, 2011, Prix Ève de l'Académie Romande 2012), elle narre l'histoire de ses hontes comme autant de petits moments de solitude dans lesquels on se reconnaît aisément,,. Le récit On ne dit pas « je » ! (BSN Press, 2014), raconte sans jugement ni complaisance le parcours véridique d'un ancien toxicomane devenu le fondateur d'un label de musique électronique,. Son recueil destiné aux allophones Après la pluie, le beau temps (Éditions Didier, 2016) est constitué de sept contes contemporains qui prennent à contre-pied des proverbes français. Son microroman, S'escrimer à l'aimer (BSN Press, 2017, finaliste du prix franco-suisse Lettres frontière, 2018), relate une histoire d'amour épistolaire. Construit en suivant les différentes parties d'un match d'escrime, il dépeint comment une femme entre en lutte avec elle-même, avec ses fantasmes, ses craintes et ses limites. Son roman Le beau monde constitue une satire sociale et un roman de formation à l'ironie mordante (Albin Michel, 2018, finaliste du prix Soroptimist 2020). Son microroman, Pop-corn girl (BSN Press, 2019), retrace les aventures d'une adolescente qui découvre avec béatitude le consumérisme et le puritanisme américains. Fin août 2023 a paru aux Éditions BSN Press & OKAMA Made in Korea, un roman sur le séjour en Corée d'un adopté diabétique.
Laure Mi Hyun Croset a travaillé comme enseignante de français, correctrice, rédactrice indépendante, chroniqueuse, coach littéraire et anime encore des ateliers d'écriture.
Membre de :
- Parlement des Écrivaines Francophones
- Association des Auteurs Suisses
- ProLitteris
- Club littéraire jurassien
- Association Vaudoise des Écrivains
- Maison des Écrivaines, des Écrivains et des Littératures
- Les Athénéennes, festival de musique classique et jazz (membre du comité)
- Genario (jurée et scénariste)
- Pluton Magazine (ambassadrice)
- Salon littéraire Mauvais genre (cofondatrice)
- Racines Coréennes
- Amis du Musée d’art Moderne et Contemporain de Genève

## Publications

### Ouvrages
- 2023 : Made in Korea, roman, BSN Press & OKAMA, Suisse  (ISBN 978-2-940658-70-1)
- 2019 : Pop-corn girl, microroman, BSN Press, Suisse  (ISBN 978-2-940516-73-5)
- 2018 : Le beau monde, roman, Éditions Albin Michel, finaliste du Prix Soroptimist de la romancière francophone 2020, France (ISBN 978-2226400239)
- 2017 : S'escrimer à l'aimer, microroman, BSN Press, finaliste du Prix Lettres frontière 2018, Suisse  (ISBN 978-2-940516-73-5)
- 2016 : Après la pluie, le beau temps et autres contes, contes, Éditions Didier, France  (ISBN 978-227808-099-1)
- 2014 : On ne dit pas « je » !, récit, BSN Press, Suisse  (ISBN 978-2-940516-10-0)[8]
- 2011 : Polaroïds, autofiction, Éditions Luce Wilquin, lauréate du Prix Ève de l’Académie Romande 2012, Belgique  (ISBN 978-2-88253-431-6)[6]
- 2010 : Les Velléitaires, recueil de nouvelles, Éditions Luce Wilquin, Belgique  (ISBN 978-2-882534-02-6)[5]

### Ouvrages collectifs
- 2023 : Bloody Martin, nouvelle pour le recueil collectif Dans les pas de Renfer, sur les traces de Cippe à la Suze, dir. Patrick Amstutz, Infolio, Bienne
- 2017 : L'inspiration, nouvelle pour le recueil collectif Celles d'un soir, dir. Éric Descamps, éd. Atine Nenaud, Hamme (Belgique)  (ISBN 9782930735160)
- 2015 : Unilatéralités du Flétan, texte pour l’Abécédaire ichtyophile, dir. Jean-Pierre Fournier, illustré par Mikio Watanabe, René Botti et Marc Taraskoff, GB&CO, Paris
- 2015 : Cages vitrées, nouvelle pour le recueil Dans les pas de Walser, sur les traces de Rousseau… Cippe à Bienne, dir. Patrick Amstutz, Infolio, Bienne  (ISBN 978-2-884743-14-3)[12]
- 2013 : Coït, nouvelle pour le recueil collectif Le Dos de la Cuiller, dir. Louise-Anne Bouchard, Paulette Editions, Lausanne (ISBN 978-2-940475-07-0)[13]
- 2012 : Alba et Rosa, nouvelle pour le recueil collectif Léman noir, dir. Marius Daniel Popescu, BSN Press, Lausanne  (ISBN 978-2-940516-00-1)[14]
- 2012 : L'attente, nouvelle pour le recueil collectif Du cœur à l’ouvrage, dir. Louise-Anne Bouchard, Éditions de l'Aire, Vevey  (ISBN 978-2-940478-30-9)[15]
- 2009 : Le bilan, nouvelle pour le recueil collectif Éthique et écriture, dir. Bessa Myftiu, Éditions Ovadia, Nice  (ISBN 978-2-7526-0330-2)

### Autres publications
- 2023 : Galvanisée, nouvelle pour la revue Keulmadang, numéro 6, Fuveau
- 2023 : Entre deux mondes, nouvelle pour la revue L’Ouroboros, numéro 6, Lyon
- 2021 : Sans les mains, Hands off, nouvelle pour le magazine Gaze, numéro 3, Paris
- 2021 : Fils de, nouvelle pour la revue Débuts, numéro 1, Paris
- 2018 : Contre mauvaise fortune, bon cœur, conte pour le magazine Friday, Suisse
- 2015 : Soho Grand Hotel, nouvelle pour IMPRESSIONS, coffret comprenant un inédit de Laure Mi Hyun Croset et une œuvre photographique de Dominique Derisbourg, Montreux
- 2015 : Projection privée, private screening, nouvelle pour le magazine bilingue By Courtesy, numéro 4, Paris
- 2015 : Sofortbildnisse, extraits traduits de Polaroïds pour la revue Hochroth, numéro 9, Berlin
- 2014 : Six mois, nouvelle pour Le Persil, dir. Marius Daniel Popescu, numéros 88-89-90, Lausanne[16]
- 2014 : Elle s’voyait déjà, texte pour une exposition collective lors de la Fête de la Musique à La Rochelle
- 2014 : Épuisement d’un lieu lausannois pour la revue Archipel, numéro 36, Lausanne
- 2011 : Le biographe et La disgrâce, nouvelles pour la revue de littératures Harfang, numéro 38, Angers
- 2009 : Le bilan, nouvelle pour le concours du magazine Profil Femme 2008-2009, numéro de février, Lausanne
- 2008 : Golden boy, rubrique « Expression », Agefi Evasion, numéro de décembre, Lausanne
- 2007 : Comme du papier à musique, nouvelle pour le concours du magazine Profil Femme 2007-2008, numéro de novembre, Lausanne
- 2005 : Élucubrations nocturnes, nouvelle pour le concours de la bibliothèque des Eaux-Vives, Prison : extérieur jour / intérieur nuit, Genève
- 1999 : Caractères et Le coq, nouvelles pour l’Atelier d’écriture de l’Université de Genève, dir. Sylviane Dupuis, Genève

### Salons et festivals
- 2023 : Salon des Petits Éditeurs, Genève
- 2023 : Hallyu Com-on in Swiss, interview par Laure Bildstein à propos de « Made in Korea », Lausanne
- 2023 : Mauvais genre, table ronde sur « Qu’est-ce que l’ailleurs? » avec Mélanie Croubalian, modérée par Sandrine Bourgeois-Senges
- 2023 : Festival Livres en Lumières, table ronde « Spoken word, fantasy ou bluette punk » avec Mathias Malzieu, Lucie Thomasson et Mathieu Vivion, animée par Pascal Schouwey, Ferney-Voltaire
- 2023 : Le Livre sur les quais, Morges
- 2023 : La Fête du Livre, table ronde animée par Jonas Follonier, St-Pierre de Clages
- 2023 : Salon international du livre et de la presse, Genève
- 2022 : Salon littéraire Mauvais genre, invitée d’honneur, table ronde sur la manière de devenir romancier avec Lolvé Tillmanns et Guy Chevalley de Paulette éditrice, modérée par la journaliste RTS, Laurence Difélix, Genève
- 2022 : Festival du LÀC, Collonge-Bellerive
- 2021 : Festival du LÀC, entretien avec Flávio Dias sur « L’élégance du souvenir » pour RedLine Radio, Collonge-Bellerive
- 2019 : Salon international du livre et de la presse, Genève
- 2019 : Cess’tyval Book, lecture avec Abigail Seran, Cessy
- 2018 : Salon du livre de la Mairie du XVIe arrondissement, Paris
- 2018 : Salon des Femmes de Lettres, Paris
- 2018 : Le Livre sur les quais, ping-pong littéraire à La Coquette animé par Blaise Hofmann, lecture croisée avec Lolvé Tillmanns, table ronde avec Jean Mattern et Lolvé Tillmanns animée par Lucas Vuilleumier, Morges
- 2018 : La Plage des livres, table ronde avec Henda Ayari, modération par Amandine Glévarec et Frédéric Mazé, table ronde avec Fabienne Périneau, modération par Frédéric Mazé
- 2018 : Boulay Bouq’in, Boulay
- 2018 : Salon international du livre et de la presse, entretien avec Loyse Pahud, modération par Coline de Senarclens, Genève
- 2018 : Salon Livre Paris, Paris
- 2017 : Livres en lumières, Ferney-Voltaire
- 2017 : Le Livre sur les quais, croisière littéraire « Sport et littérature » animée par Daniel Bernard en compagnie de Daniel Abimi, Emilie Boré, Joseph Incardona, Laure Mi Hyun Croset, Mauro Martelli, Morges
- 2017 : La Plage des livres, entretien avec Amandine Glévarec, Longeville-sur-Mer
- 2017 : Salon international du livre et de la presse, table ronde animée par Coline de Senarclens avec Bessa Myftiu, Philippe Lafitte et Sabine Dormond, Genève
- 2016 : Salon international du livre et de la presse, Genève
- 2015 : Salon des petits éditeurs, Genève
- 2015 : Salon du livre de Tournus, table ronde animée par Pascal Schouwey avec Marie-Christine Buffat et Francisco Zarzana, Tournus
- 2015 : Salon international du livre et de la presse, Genève
- 2014 : Foire du livre de Brive, table ronde animée par Hubert Artus, avec Amélie Lucas-Gary et Jean-Marie Chevrier, Brive
- 2014 : Salon des petits éditeurs, table ronde animée par Geneviève Bridel avec Pascal Rebetez, Claudine Roulet et Raluca Antonescu, Genève
- 2014 : BUK - Festival della piccola e media editoria de Catane, invitée d’honneur, lecture bilingue avec Annalisa Canfora et table ronde avec Laura Efrikian
- 2014 : Le Livre sur les quais, Morges
- 2014 : Salon du livre de Tournus, invitée d’honneur, Tournus
- 2014 : Salon international du livre et de la presse, Genève
- 2014 : Salon du livre de Paris, Paris
- 2014 : BUK - Festival della piccola e media editoria, invitée d’honneur, table ronde avec Anne-Marie Mitterrand et Pauline Delpech, et entretien sur la traduction avec Cristina Vezzaro et Giovanni Zucca, Modène
- 2013 : Salon international du livre et de la presse, Genève
- 2012 : Le Livre sur les quais, entretien avec Marie Gaulis et Jean-Louis Kuffer, Morges
- 2012 : Salon international du livre et de la presse, lectures et entretiens avec Florence Heiniger, Luce Wilquin, Daniel Bernard pour France Loisirs, etc., Genève
- 2012 : Salon des Dames de Nevers, table ronde avec Régine Deforges et Laurence Cossé, Nevers
- 2011 : Salon international du livre et de la presse, Genève
- 2010 : Le Livre sur les quais, Morges
- 2010 : Salon Nouvelles d’Automne, La Clayette
- 2010 : Salon international du livre et de la presse, Genève, speed lecturing avec Bessa Myftiu

## Récompenses
- 2012 : Prix Ève de l'Académie romande pour Polaroïds, 2011, Éditions Luce Wilquin[1],[6]